# Кларксон, Люси
Люси Кларксон (англ. Lucy Clarkson, род. 6 июля 1982) — британская модель, телеведущая, певица. Наиболее известна, как четвёртая официальная модель Лары Крофт из серии видеоигр Tomb Raider. Сменила в этой роли Лару Веллер в 2000 году, в возрасте 17 лет, и провела в ней 2 с половиной года до 2002, когда её сменила Джилл де Йонг.

## Биография
Модельная карьера Люси началась после участия в конкурсе модельного агентства Elite Model Agency, в котором она вошла в список 12 победительниц из 16,000 участниц. В возрасте 16 лет стала лицом журнала More и впоследствии часто появлялась на обложке. Принимала участие в многочисленных рекламных кампаниях для престижных брендов и журналов, включая Vivienne Westwood, La Senza, Chanel, Diesel, Sports Illustrated, Favela Brazilian swimwear, Marks and Spencer, Marie Claire, Wrigleys, Kinder, Veet and De Beers, Pearl Drops и Kellogg’s Special K.
Пострадав от пищевого расстройства, Люси выступала против нулевого размера одежды. Собирала деньги для «Общества защиты животных за рубежом».
Летом 2008 года приняла участие в документальном фильме BBC «Джесс, мое новое лицо», где у неё брала интервью молодая девушка (Джесс), рожденная с физическими недостатками лица.
В апреле 2009 года Люси снялась в ещё одной документальной передаче BBC «Моя жизнь, как животного. Собаки», где перед ней стояла задача провести четыре дня по образу жизни собаки. Люси покинула шоу уже через два дня, так как боялась, что её будут высмеивать за появление в нём.